# Mahaparinibbana Sutta
Ne doit pas être confondu avec Mahāyāna Mahāparinirvāṇa Sūtra.

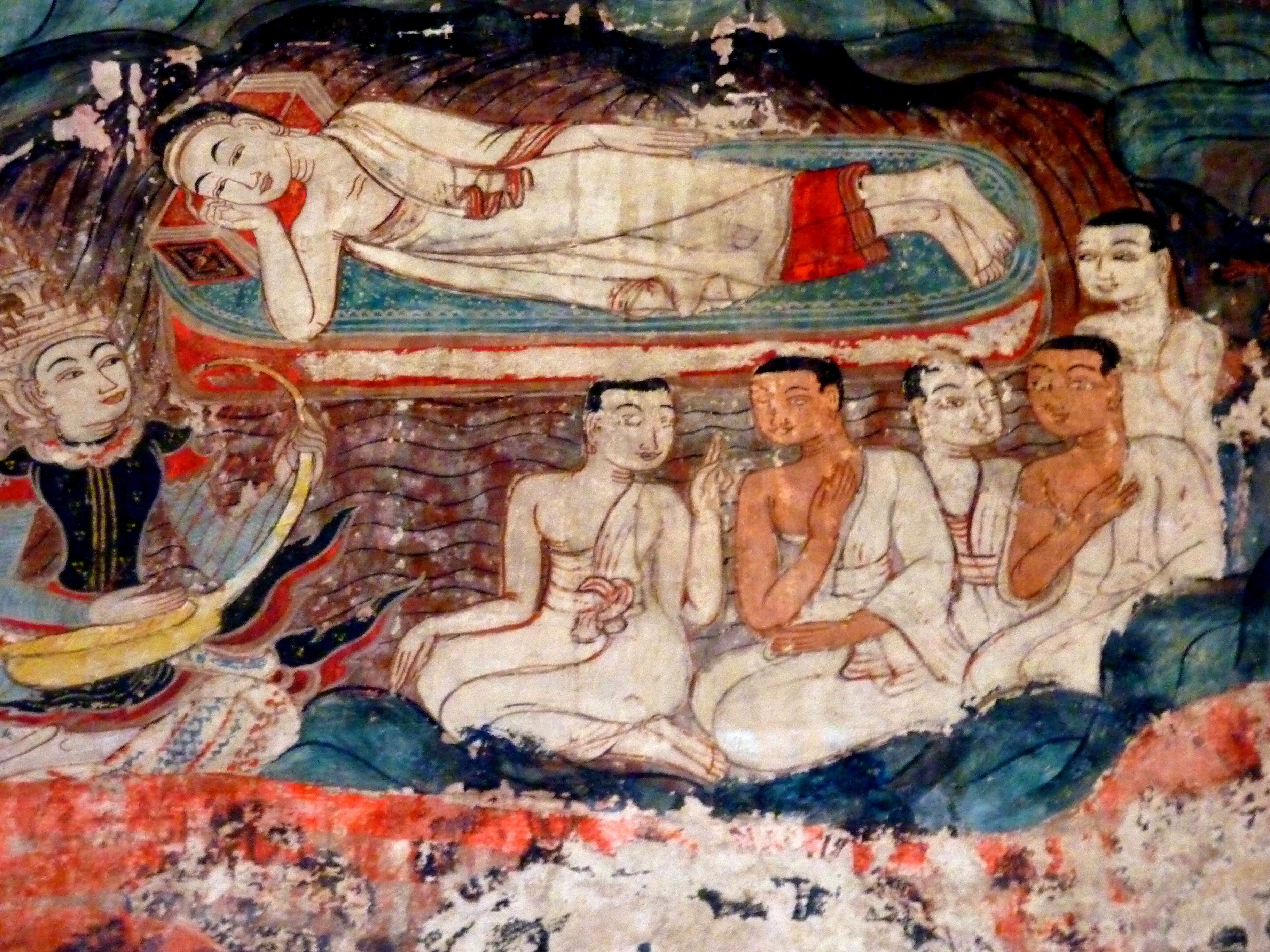
Parinirvana du Bouddha. Wat Buak Krok Luang, Chiang Mai

Le Mahāparinibbāṇa Sutta est un sutra bouddhique qui fait partie du Digha Nikaya du Tipitaka. Il relate la fin de la vie du Bouddha (son parinirvâna). C'est le sûtra le plus long du canon pali. On ne confondra pas ce texte avec le Mahāparinirvāṇa Sūtra, qui est un sûtra du bouddhisme Mahāyāna.
De par les détails précis qu'il comporte, il s'agit de la principale référence qu'adoptent les études de la vie du Bouddha. 

#### Traductions
- Jeanne Schut (trad.), « Extraits du Maha-parinibbāna Sutta », sur dhammadelaforet.org (consulté le 12 janvier 2025)
- Maha-parinibbanasutta, trad. en français, version complète pdf. (Consulté le 6 mars 2020)
- Mahāparinibbāṇa Sutta, trad. en français, version complète en ligne. (Consulté le 6 mars 2020)